# Matilde Pacheco
Matilde Irene Pacheco Stewart (20 de septiembre de 1854 - 13 de febrero de 1926), fue la esposa del presidente de Uruguay José Batlle y Ordóñez.

## Biografía

### Familia
Hija de Manuel Pacheco y Obes (1813-1869), sobreviviente de la batalla de Famaillá y hermano de Melchor Pacheco y Obes; su madre, Anne Stewart Agell, fue hermana de Duncan Stewart. Por su parte, su hermano Melchor Pacheco Stewart fue abuelo del presidente Jorge Pacheco Areco.

## Vida personal
Casada en 1872 en primeras nupcias con Ruperto Michaelsson Batlle (sobrino de Lorenzo Batlle y Grau), con quien tuvo cinco hijos: Matilde Sofía Nieves (1873), Ruperto Luis, Juan Luis (1879), Guillermo Fransisco y Carlos Manuel
Michaelsson Pacheco.

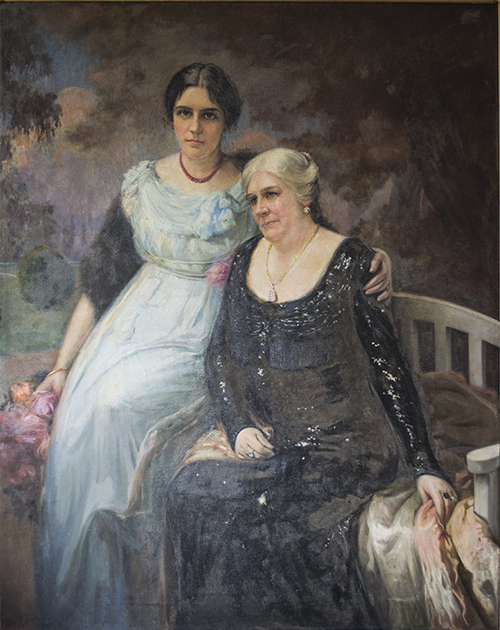
Retrato de Matilde Pacheco junto a su hija, Ana Amalia Batlle.

Luego se casó en segundas nupcias en 1894 con el primo del anterior, José Batlle y Ordóñez, con quien también tuvieron 5 hijos: César (1885); Rafael (1887); Amalia Ana (1892); Ana Amalia (1894); y Lorenzo (1897).